# Discada
La discada es un plato consistente en una mezcla de carnes que es muy popular en el norte de México. El platillo en sí es una mezcla de carnes asadas sobre un disco metálico cóncavo (usualmente similar a un wok chino).
La composición para una discada tradicional incluye carne de res (usualmente un corte medio que este equilibrado en proporción carne-grasa), tocino, jamón, salchichas, y chorizo mexicano (aceptando también el uso de longaniza). La carne suele marinarse y aderezarse con sal, pimienta, jugo de limón y ajo, acompañándose con cebollas, pimientos o ajíes serranos o jalapeños.

### Origen
El disco de arado es un elemento utilizado originalmente para arar la tierra, para quienes no lo conocen, se trata de un aparato circular metálico, parecido a una sartén o una paellera, con un agujero en el medio. Por lo general, se le agregan tres patas y dos asas. Es un elemento muy versátil ya que ofrece múltiples opciones, se lo puede usar al aire libre, sobre fuego directo, o mismo sobre la cocina.

Se trata de un sistema autóctono cuyo nacimiento data del siglo XX, en el estado de Durango, México. Entre los campesinos que salían a arar la tierra, surgió la necesidad de calentar las comidas de forma rápidas para no perder mucho tiempo, evitando de esta manera el descuido de sus tareas diarias. Se dice que la idea surgía al combinar sobre un disco todos los almuerzos que los trabajadores llevaban, para de esta forma compartirlo entre todos y que rindiera aún más. En un principio, se lo apoyaba directamente sobre la leña, y generalmente se lo usaba para asar carne. El disco fue evolucionando, se le agregaron las patas, más tarde, la tapa para proteger las comidas del viento, y también las manijas que facilitaron su manejo y movilidad.